# Calle 70 (Tranvía de San Diego)
La estación de la Calle 70 es una estación de la línea Verde del Tranvía de San Diego localizada en La Mesa. La estación cuenta con dos vías y dos plataformas laterales y está localizada junto a Interestatal 8 y en el otro extremo oeste se encuentra el Hospital Mt. Helix .

## Conexiones
Las conexiones que sirven a la estación son los autobuses 1A (opera solamente durante los días de semana; el resto de la ruta del autobús 1 está disponible en El Cajon Boulevard, ) y la ruta 14.

## Dirección
La estación se encuentra en 7255 Alvarado Road
La Mesa, California